# Cryptolepis decidua
Cryptolepis decidua là một loài thực vật có hoa trong họ La bố ma. Loài này được (Planch. ex Hook.f. & Benth.) N.E.Br. mô tả khoa học đầu tiên năm 1902.